# Ipuaçu
Ipuaçu este un oraș în Santa Catarina (SC), Brazilia.